# Krynyczanśke
Krynyczanśke (ukr. Криничанське) – osiedle typu miejskiego na Ukrainie, w obwodzie ługańskim.

## Historia
Miejscowość założono w 1948 roku, w 1953 roku zmieniono nazwę na Krasnohwardіjśk. W tym samym roku nadano osadzie status osiedla typu miejskiego i przemianowano Czerwonohwardijśke.
W 1989 liczyło 2458 mieszkańców.
W 2013 liczyło 1390 mieszkańców.
Od 2014 roku jest pod kontrolą Ługańskiej Republiki Ludowej.
W 2016 roku przywrócono miejscowości nazwę Krynyczanśke.